# مطار لانتشو تشونغ تشوان
مطار لانتشو تشونغ تشوان (بالإنجليزية: Lanzhou Zhongchuan Airport)‏ (إياتا: ZGC، إيكاو: ZLLL) هو مطار يخدم لانتشو، عاصمة مقاطعة قانسو، الصين. تقع على بعد 71 كيلومترًا (44 ميلًا) شمال غرب وسط مدينة لانتشو. افتتح في عام 1970، هو مركز جوي رئيسي لمقاطعة غانسو وغرب الصين. هناك ثمانية بوابات تخدمها الجسور الجوية في المحطة. تقع محطة 2 الجديدة الأكبر (61000 م 2 ) في الجنوب، بجوار المحطة الحالية.
صنف مطار لانتشو تشونغ تشوان في المرتبة السابعة والثلاثون في الصين من حيث عدد الركاب عام 2011 وفقًا لإدارة الطيران المدني في الصين، حيث تعامل مع 3,809,023 راكب، وبلغ إجمالي حركة الطائرات (القادمة والمغادرة) 34,510 طائرة وقد بلغت كمية البضائع المنقولة عبر المطار 32,033 طن.

## شركات الطيران والوجهات

### الركاب
| شركـات طيـران            | الوجهات |
| ------------------------ | --- |
| خطوط سيتشوان الجوية      | مطار تشنغدو تيانفو الدولي، مطار لاسا الدولي، مطار تيانجين الدولي، مطار شيان شيانيانغ الدولي |
| 9 Air                    | مطار تشانغشا هوانغوا الدولي، مطار قوانغتشو باييون الدولي، مطار هايكو ميلان الدولي، مطار جينشانغ جينشوان |
| طيران الصين              | مطار اكسو، مطار بكين العاصمة الدولي، مطار بكين داشينغ الدولي، مطار تشنغدو شوانغليو الدولي، مطار هانغتشو شياوشان الدولي، مطار كورلا، مطار شانغهاي بودنغ الدولي، مطار تيانجين الدولي، مطار ووهان الدولي Hajj: مطار الملك عبد العزيز الدولي |
| Air Guilin               | مطار هايكو ميلان الدولي، مطار لونغنان جينتشيو |
| Air Travel ‏              | مطار كونمينغ جانغشوي الدولي، مطار نانتشانغ تشانغبى الدولي |
| خطوط العاصمة بكين الجوية | مطار هايكو ميلان الدولي، مطار نانجينغ الدولي |
| Chengdu Airlines         | مطار تشانغشا هوانغوا الدولي، مطار تشنغدو شوانغليو الدولي، مطار تشنغدو تيانفو الدولي، مطار جيايوغان، مطار جينشانغ جينشوان، مطار تشانغيه قانتشو |
| خطوط شرق الصين الجوية    | مطار بكين داشينغ الدولي، مطار تشانغتشون الدولي، مطار تشانغشا هوانغوا الدولي، مطار تشنغدو تيانفو الدولي، مطار داتونغ يونغانغ، مطار دونهوانغ، مطار فوتشو تشانغله الدولي، مطار قوانغتشو باييون الدولي، مطار هانغتشو شياوشان الدولي، مطار حيفي شينكياو الدولي، مطار هوهوت بايتا الدولي، مطار جيايوغان، مطار جييانغ شاوشان، مطار كونمينغ جانغشوي الدولي، مطار نانتشانغ تشانغبى الدولي، مطار نانجينغ الدولي، مطار نانينغ الدولي، مطار اوردوس إيجين هورو، مطار غينغادو جياودونغ الدولي، مطار شانغهاي هونغكياو الدولي، مطار شانغهاي بودنغ الدولي، مطار شينزين باوان الدولي، مطار شيجياتشوانغ تشنغدينغ الدولي، مطار تاييوان وسو الدولي، مطار تيانجين الدولي، مطار تومتشوك، مطار ونزهو يونجقيانج الدولي، مطار ووهان الدولي، مطار شيامن قاوتشي الدولي، مطار شيان شيانيانغ الدولي، مطار يانتاي بينجلاي الدولي، مطار تشنغتشو الدولي، مطار تشوهاى جينوان                               |
| طيران الصين اكسبرس       | مطار تشونغتشينغ جيانغبى الدولي، مطار داليان الدولي، مطار هامي، مطار توربان جياهوي |
| خطوط جنوب الصين الجوية   | مطار بكين داشينغ الدولي، مطار تشانغشا هوانغوا الدولي، مطار دونهوانغ (تبدأ في 15 يوليو 2023)، مطار قوانغتشو باييون الدولي، مطار قوييانغ لونغدونغابو الدولي، مطار هايكو ميلان الدولي، مطار هانغتشو شياوشان الدولي، مطار هوهوت بايتا الدولي، مطار نانينغ الدولي، مطار شانغهاي بودنغ الدولي، مطار شنيانغ الدولي، مطار شينزين باوان الدولي، مطار أورومتشي الدولي، مطار ووهان الدولي، مطار تشوهاى جينوان |
| China United Airlines    | مطار بكين داشينغ الدولي، مطار يولين يو يانغ |
| Donghai Airlines         | مطار تشينغيانغ، مطار شينزين باوان الدولي، مطار ييتشانغ سانشيا، مطار تشوهاى جينوان |
| طيران جي إكس             | Ezhou، مطار هايكو ميلان الدولي، مطار جينان الدولي، مطار لوئهو يونلونغ، مطار نانينغ الدولي، مطار شيهيان ودانغشان |
| خطوط هاينان الجوية       | مطار باوتو يرليبان، مطار بكين العاصمة الدولي، مطار تشانغتشون الدولي، مطار تشانغشا هوانغوا الدولي، مطار داليان الدولي، مطار قوانغتشو باييون الدولي، مطار قويلين يانغ جيانغ الدولي، مطار قوييانغ لونغدونغابو الدولي، مطار هايكو ميلان الدولي، مطار هانتشونغ جهينغو، مطار لينفين ياودو، مطار ليني شوبولينغ، مطار نينغبو ليش الدولي، مطار سانيا فينيكس الدولي، مطار شينزين باوان الدولي، مطار شيجياتشوانغ تشنغدينغ الدولي، مطار تايوان تاويوان الدولي، مطار تونغرين فينغوانغ، مطار أورومتشي الدولي، مطار شيامن قاوتشي الدولي |
| Hebei Airlines           | مطار بكين داشينغ الدولي، مطار تشونغتشينغ جيانغبى الدولي، مطار شيجياتشوانغ تشنغدينغ الدولي، مطار تانغشان سانوهي |
| خطوط جونياو الجوية       | مطار جيزهو جيوهواشان، مطار جينشانغ جينشوان، مطار لونغنان جينتشيو، مطار شانغهاي هونغكياو الدولي، مطار شانغهاي بودنغ الدولي، مطار تشانغيه قانتشو |
| طيران لونج               | مطار دونهوانغ، مطار إينشي شوجيابينغ، مطار قوانغتشو باييون الدولي، مطار هانغتشو شياوشان الدولي، Jingzhou، مطار كورلا، مطار ونزهو يونجقيانج الدولي، مطار تشانغيه قانتشو، مطار تشنغتشو الدولي |
| خطوط لاكي الجوية         | مطار كونمينغ جانغشوي الدولي، مطار تيانجين الدولي، مطار أورومتشي الدولي |
| خطوط طيران أوكاي         | مطار نانينغ الدولي، مطار سانيا فينيكس الدولي |
| Qingdao Airlines         | مطار اكسو، مطار باوتو يرليبان، مطار تشانغشا هوانغوا الدولي، مطار هايكو ميلان الدولي، مطار خوتان، مطار كاشغر الدولي، مطار كورلا، مطار ليني شوبولينغ، مطار لوليانغ داو، مطار نانتشانغ تشانغبى الدولي، مطار نانجينغ الدولي، مطار غينغادو جياودونغ الدولي، مطار جينجيانغ تشيوانتشو، مطار أورومتشي الدولي، مطار ونزهو يونجقيانج الدولي، Zhanjiang |
| Ruili Airlines           | مطار جيايوغان، مطار كونمينغ جانغشوي الدولي، مطار ساني ليجيانغ، مطار شنيانغ الدولي، Sihanoukville، مطار تيانجين الدولي، مطار شيشوانغباننا غاسا |
| خطوط شاندونغ الجوية      | مطار داتونغ يونغانغ، مطار قويلين يانغ جيانغ الدولي، مطار جينان الدولي، مطار غينغادو جياودونغ الدولي، مطار تاييوان وسو الدولي، مطار أورومتشي الدولي، مطار شيامن قاوتشي الدولي، مطار تشنغتشو الدولي |
| خطوط شانغهاي الجوية      | مطار شانغهاي هونغكياو الدولي، مطار شانغهاي بودنغ الدولي، مطار أورومتشي الدولي، مطار تشنغتشو الدولي |
| خطوط شينزين الجوية       | مطار هويزهو بينجتان، مطار شينزين باوان الدولي، مطار تشنغتشو الدولي، مطار رينهواي ماوتاي |
| خطوط سيتشوان الجوية      | مطار تشنغدو شوانغليو الدولي، مطار تشنغدو تيانفو الدولي، مطار تشونغتشينغ جيانغبى الدولي، مطار دونهوانغ، مطار قوييانغ لونغدونغابو الدولي، مطار هانغتشو شياوشان الدولي، مطار هاربين الدولي، مطار جيايوغان، مطار جينان الدولي، مطار كونمينغ جانغشوي الدولي، مطار سانيا فينيكس الدولي، مطار تاييوان وسو الدولي، مطار تيانجين الدولي، مطار أورومتشي الدولي، مطار شيتشانغ تشينغشان |
| سبرينغ (شركة طيران)      | مطار اكسو، مطار آلتاي، Ankang، مطار دون موينغ، مطار تشانغتشون الدولي، مطار تشانغتشو بيننو، مطار تشنغدو تيانفو الدولي، مطار دونهوانغ، مطار فويانغ شيغوان، مطار فوتشو تشانغله الدولي، مطار قوانغتشو باييون الدولي، مطار هانغتشو شياوشان الدولي، مطار حيفي شينكياو الدولي، مطار هوايان ليانشوي، مطار جيايوغان، مطار جييانغ شاوشان، مطار جينغقانغشان، مطار كاشغر الدولي، مطار لويانغ الدولي، مطار نانتشانغ تشانغبى الدولي، مطار نانيانغ جيانغ يينغ، مطار نينغبو ليش الدولي، مطار تشينغيانغ، مطار جينجيانغ تشيوانتشو، مطار شانغهاي هونغكياو الدولي، مطار شانغهاي بودنغ الدولي، مطار شياويانغ واغانغ، مطار شنيانغ الدولي، مطار شينزين باوان الدولي، مطار شيجياتشوانغ تشنغدينغ الدولي، مطار تيانجين الدولي، مطار أورومتشي الدولي، مطار ونزهو يونجقيانج الدولي، مطار شيامن قاوتشي الدولي، مطار يانغزهو تايزهو، مطار يانتاي بينجلاي الدولي، مطار تشانغيه قانتشو، مطار زوني شينزهو |
| خطوط سوبارنا الجوية      | مطار جينان الدولي، مطار ينينغ |
| خطوط تيانجين الجوية      | مطار بايانور تيانجيتاي، مطار تشينغيانغ، مطار تيانجين الدولي، مطار هاي |
| طيران التبت              | مطار تشنغدو شوانغليو الدولي، مطار هانغتشو شياوشان الدولي، مطار لاسا الدولي، مطار نينغشهاي ماينلينغ، مطار شيجياتشوانغ تشنغدينغ الدولي، مطار شيان شيانيانغ الدولي، مطار يانتاي بينجلاي الدولي |
| أورومتشي للطيران         | مطار تشانغشا هوانغوا الدولي، مطار هونغ كونغ الدولي، مطار خوتان، مطار كاشغر الدولي، Lianyungang، مطار أورومتشي الدولي، مطار نانيانغ يانتشنغ، مطار تشنغتشو الدولي |
| خطوط زيامن الجوية        | مطار تشونغتشينغ جيانغبى الدولي، مطار داليان الدولي، مطار فوتشو تشانغله الدولي، مطار هانغتشو شياوشان الدولي، مطار نانجينغ الدولي، مطار جينجيانغ تشيوانتشو، مطار ووهان الدولي، مطار شيامن قاوتشي الدولي، مطار تشنغتشو الدولي |

### الشحن
| شركـات طيـران      | الوجهات                 |
| ------------------ | ----------------------- |
| YTO Cargo Airlines | مطار علامه إقبال الدولي |